# Pilar Romang
María Pilar Romang (Buenos Aires, 9 de julio de 1992) es una jugadora argentina de hockey sobre césped. Formaba parte de la Selección argentina conocida como Las Leonas. Se desempeña como centrocampista. Es jugadora del SV Kampong de los Países Bajos.

## Trayectoria
Formada en el Club Ciudad de Buenos Aires, en 2016 dejó su país para jugar profesionalmente en los Países Bajos. Su primer equipo fue el MOP, pasando tras una temporada a las filas del HC Bloemendaal, club al que permanecería vinculada durante tres años.
En septiembre de 2020 se unió al SV Kampong, otro equipo de la Hoofdklasse neerlandesa. 

## Títulos

### Selección nacional
- 2012
  - Medalla de oro en el Campeonato Panamericano Junior (Guadalajara, México).
- 2013
  - Medalla de oro en los Juegos Sudamericanos (Santiago, Chile)
  - Medalla de plata en el Campeonato Mundial Junior (Mönchengladbach, Alemania)
  - Medalla de oro en la Copa Panamericana (Mendoza, Argentina).
- 2014
  - Medalla de oro en los Juegos ODESUR (Santiago, Chile)
- 2015
  - Medalla de oro en la Liga Mundial de Hockey 2014-15
- 2016
  - Medalla de oro en el Champions Trophy

### Clubes
- 2014 - Campeona del Torneo Metropolitano Femenino (Club Ciudad de Buenos Aires).